# Gotcha! The Sport!
Gotcha! The Sport! é um jogo de videogame para o Nintendo Entertainment System lançado em 1987, baseado no filme de 1985, Gotcha!. Utiliza o Nintendo Light Gun e é um jogo ao estilo capturar a bandeira jogado com armas de paintball.
A missão do jogador é passar de nível, capturar a bandeira do inimigo, atirando na mesma, e devolvendo-a à sua base. Isto é, ao mesmo tempo tentando não ser baleado pela outra equipe, ficar sem munição, ou exceder o tempo. A pistola de luz é necessária para este jogo, mas é preciso também utilizar o controle. O teclado direcional irá mover a tela para a esquerda e para a direita. As caixas de munição podem ser encontradas no chão ou carregadas por inimigos em segundo plano. Ao completar sua missão, o jogador receberá um bônus significativo pela munição excedente.
Existem três níveis no jogo. Os níveis de bosques e campos de neve possuem inimigos em traje militar, enquanto que o nível urbano apresenta inimigos inspirados em punks do início de 1980.
O jogo foi vagamente baseado no filme Gotcha! de 1985 da Universal Studios, estrelado por Anthony Edwards e Linda Fiorentino.